# Barnaby Ross
Pour les articles homonymes, voir Ross.
Cet article court présente un sujet plus développé dans : Ellery Queen.
Barnaby Ross est un pseudonyme collectif utilisé par deux écrivains américains, Manford (Emanuel) Lepofsky, alias Manfred Bennington Lee (1905–1971) et Daniel Nathan, alias Frederic Dannay (1905–1982), plus connus sous le pseudonyme Ellery Queen.

## Œuvres
- La Tragédie de X (1932)
- La Tragédie de Y (1932)
- La Tragédie de Z (1932)
- La Dernière Affaire de Drury Lane (1933)